# 15e étape du Tour d'Italie 2021
Pour un article plus général, voir Tour d'Italie 2021.
La 15e étape du Tour d'Italie 2021 se déroule le dimanche 23 mai 2021 entre Grado et Gorizia, sur une distance de 146 km. Remportée par le Belge Victor Campenaerts, c'est la troisième étape pour l'équipe Qhubeka Assos sur ce Giro.

## Profil de l'étape
Cette courte étape (147 km) vallonnée part de la station balnéaire de Grado (région de Frioul-Vénétie Julienne), sur la mer Adriatique. Après un parcours se dirigeant vers le nord, les coureurs accomplissent trois fois un circuit à cheval sur le territoire de la Slovénie et de l'Italie comprenant une côte de 4e catégorie (à grimper donc trois fois). Ensuite, le parcours se dirige vers l'arrivée située dans la ville frontalière de Gorizia tout en ayant de nouveau franchi à deux reprises la frontière italo-slovène.

## Déroulement de la course

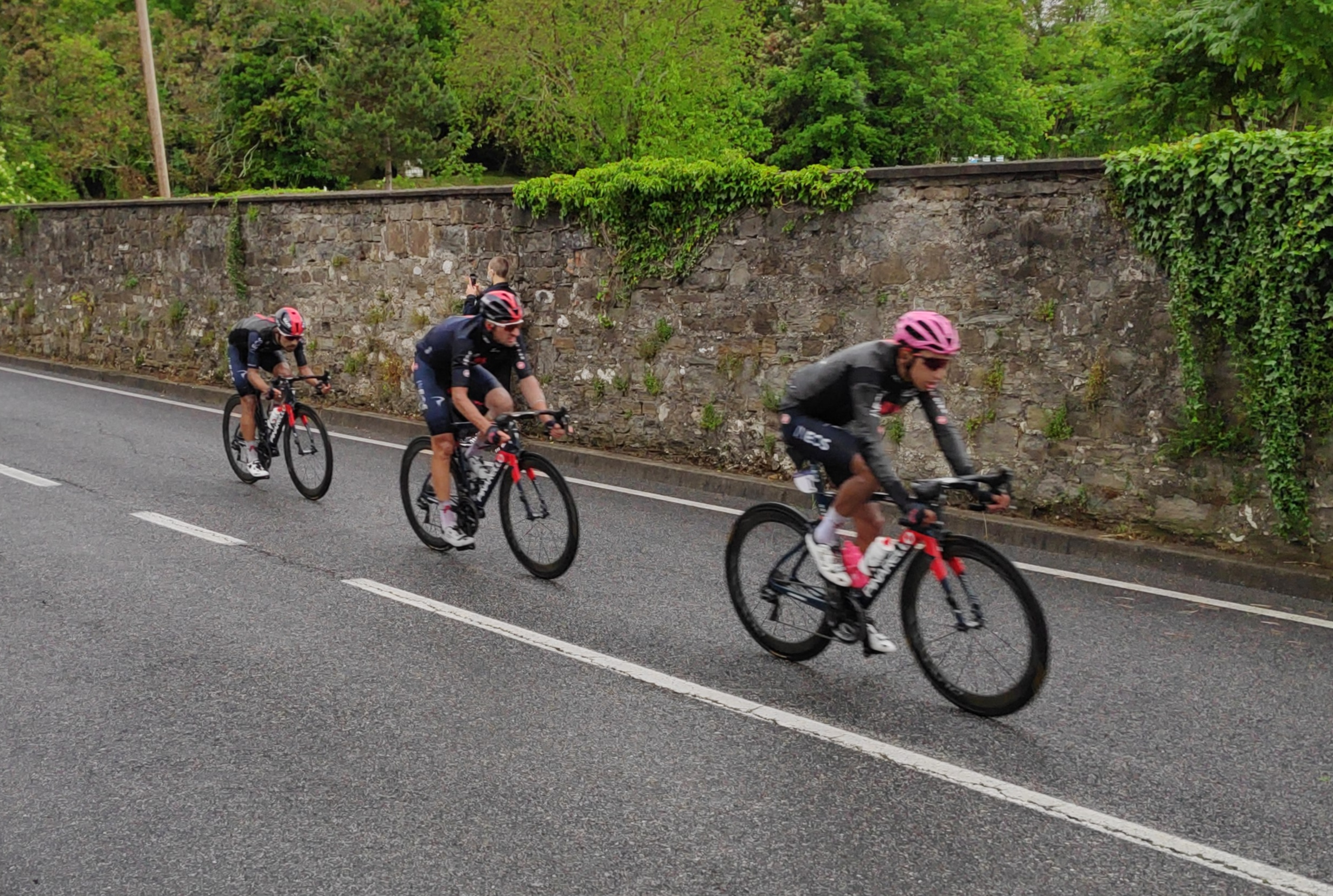
Bernal en casque rose et ses équipiers

Après seulement quelques kilomètres de course, une importante chute dans le peloton impose aux organisateurs la neutralisation de l'étape pendant plusieurs minutes. Cette chute provoque l'abandon de plusieurs coureurs dont l'Allemand Emanuel Buchmann (Bora Hansgrohe), sixième du classement général. Un nouveau départ est donné pour une distance restante de 138 kilomètres. Tout de suite, un groupe d'échappés fausse compagnie au peloton. Ces 15 fuyards représentent 10 équipes : Victor Campenaerts, Max Walscheid et Lukasz Wisniowski (Qhubeka-Assos), Dries De Bondt et Oscar Riesebeek (Alpecin-Felix), Dario Cataldo et Albert Torres (Movistar), Harm Vanhoucke et Stefano Oldani (Lotto-Soudal), Simone Consonni (Cofidis), Lars van den Berg (Groupama-FDJ), Quinten Hermans (Intermarché Wanty-Gobert), Nikias Arndt (Team DSM), Bauke Mollema (Trek-Segafredo) et Juan Sebastian Molano (UAE). Un groupe de quatre contre-attaquants prend ce groupe en chasse mais est finalement repris par le peloton. À 39 kilomètres du terme, les quinze échappés comptent une avance de 12 minutes sur le peloton. Le vainqueur de l'étape se trouve dans ce groupe de tête. À partir du km 32 avant la fin de l'étape, plusieurs coureurs du groupe de tête tentent leur chance mais en vain. À 22 kilomètres du but, Victor Campenaerts attaque. Il est rejoint par Riesebeek et Torres. Ce trio parvient à creuser un écart d'une trentaine de secondes sur le reste du groupe. Lors de la dernière ascension de Gornje Cerovo (4e catégorie, sommet à 16,5 km de l'arrivée) sous une pluie battante, Torres lâche prise et doit laisser partir ses deux compagnons d'échappée. L'entente de ce nouveau duo belgo-néerlandais n'est pas idéale mais les deux hommes parviennent à conserver un avantage suffisant à l'arrivée à Gorizia où le Belge Victor Campenaerts s'impose en remontant dans les derniers mètres le Néerlandais Oscar Riesebeek. Le peloton groupé passe la ligne d'arrivée avec plus de 17 minutes de retard.

## Résultats

### Classement de l'étape
| \| Classement de l'étape \| Classement de l'étape \| Classement de l'étape \| Classement de l'étape \| Classement de l'étape \| \| Coureur \| Coureur \| Pays \| Équipe \| Temps \| \| --------------------- \| --------------------- \| --------------------- \| ---------------------------------- \| --------------------- \| \| 1er \| Victor Campenaerts \| Belgique \| Qhubeka Assos \| 3 h 25 min 25 s \| \| 2e \| Oscar Riesebeek \| Pays-Bas \| Alpecin-Fenix \| + 0 s \| \| 3e \| Nikias Arndt \| Allemagne \| Team DSM \| + 7 s \| \| 4e \| Simone Consonni \| Italie \| Cofidis \| + 7 s \| \| 5e \| Quinten Hermans \| Belgique \| Intermarché-Wanty-Gobert Matériaux \| + 7 s \| \| 6e \| Dario Cataldo \| Italie \| Movistar Team \| + 7 s \| \| 7e \| Bauke Mollema \| Pays-Bas \| Trek-Segafredo \| + 9 s \| \| 8e \| Albert Torres \| Espagne \| Movistar Team \| + 44 s \| \| 9e \| Sebastián Molano \| Colombie \| UAE Team Emirates \| + 1 min 02 s \| \| 10e \| Max Walscheid \| Allemagne \| Qhubeka Assos \| + 1 min 02 s \| |                    |           |                                    |                 |
| |                    |           |                                    |                 |
| Source : ProCyclingStats |                    |           |                                    |                 |
| Classement de l'étape |                    |           |                                    |                 |
| Coureur | Coureur            | Pays      | Équipe                             | Temps           |
| 1er | Victor Campenaerts | Belgique  | Qhubeka Assos                      | 3 h 25 min 25 s |
| 2e | Oscar Riesebeek    | Pays-Bas  | Alpecin-Fenix                      | + 0 s           |
| 3e | Nikias Arndt       | Allemagne | Team DSM                           | + 7 s           |
| 4e | Simone Consonni    | Italie    | Cofidis                            | + 7 s           |
| 5e | Quinten Hermans    | Belgique  | Intermarché-Wanty-Gobert Matériaux | + 7 s           |
| 6e | Dario Cataldo      | Italie    | Movistar Team                      | + 7 s           |
| 7e | Bauke Mollema      | Pays-Bas  | Trek-Segafredo                     | + 9 s           |
| 8e | Albert Torres      | Espagne   | Movistar Team                      | + 44 s          |
| 9e | Sebastián Molano   | Colombie  | UAE Team Emirates                  | + 1 min 02 s    |
| 10e | Max Walscheid      | Allemagne | Qhubeka Assos                      | + 1 min 02 s    |

### Points attribués pour le classement par points
| Sprint intermédiaire Mariano del Friuli (km 52,7) | Sprint intermédiaire Mariano del Friuli (km 52,7) | Sprint intermédiaire Mariano del Friuli (km 52,7) | Sprint intermédiaire Mariano del Friuli (km 52,7) | Sprint intermédiaire Mariano del Friuli (km 52,7) |
| ------------------------------------------------- | ------------------------------------------------- | ------------------------------------------------- | ------------------------------------------------- | ------------------------------------------------- |
|                                                   | Coureur                                           | Pays                                              | Équipe                                            | Point(s)                                          |
| 1er                                               | Dries De Bondt                                    | Belgique                                          | Alpecin-Fenix                                     | 12                                                |
| 2e                                                | Simone Consonni                                   | Italie                                            | Cofidis                                           | 8                                                 |
| 3e                                                | Harm Vanhoucke                                    | Belgique                                          | Lotto-Soudal                                      | 6                                                 |
| 4e                                                | Dario Cataldo                                     | Italie                                            | Movistar                                          | 5                                                 |
| 5e                                                | Quinten Hermans                                   | Belgique                                          | Intermarché-Wanty-Gobert Matériaux                | 4                                                 |
| 6e                                                | Bauke Mollema                                     | Pays-Bas                                          | Trek-Segafredo                                    | 3                                                 |
| 7e                                                | Albert Torres                                     | Espagne                                           | Movistar                                          | 2                                                 |
| 8e                                                | Sebastián Molano                                  | Colombie                                          | UAE Emirates                                      | 1                                                 |
| modifier                                          |                                                   |                                                   |                                                   |                                                   |

| Arrivée d'étape Gorizia (km 146) | Arrivée d'étape Gorizia (km 146) | Arrivée d'étape Gorizia (km 146) | Arrivée d'étape Gorizia (km 146)   | Arrivée d'étape Gorizia (km 146) |
| -------------------------------- | -------------------------------- | -------------------------------- | ---------------------------------- | -------------------------------- |
|                                  | Coureur                          | Pays                             | Équipe                             | Point(s)                         |
| 1er                              | Victor Campenaerts               | Belgique                         | Qhubeka Assos                      | 25                               |
| 2e                               | Oscar Riesebeek                  | Pays-Bas                         | Alpecin-Fenix                      | 18                               |
| 3e                               | Nikias Arndt                     | Allemagne                        | Team DSM                           | 12                               |
| 4e                               | Simone Consonni                  | Italie                           | Cofidis                            | 8                                |
| 5e                               | Quinten Hermans                  | Belgique                         | Intermarché-Wanty-Gobert Matériaux | 6                                |
| 6e                               | Dario Cataldo                    | Italie                           | Movistar                           | 5                                |
| 7e                               | Bauke Mollema                    | Pays-Bas                         | Trek-Segafredo                     | 4                                |
| 8e                               | Albert Torres                    | Espagne                          | Movistar                           | 3                                |
| 9e                               | Sebastián Molano                 | Colombie                         | UAE Emirates                       | 2                                |
| 10e                              | Max Walscheid                    | Allemagne                        | Qhubeka Assos                      | 1                                |
| modifier                         |                                  |                                  |                                    |                                  |

### Points attribués pour le classement du meilleur grimpeur
| Gornje Cerovo (km 66,6) 4e catégorie (2,2 km à 6,9%) | Gornje Cerovo (km 66,6) 4e catégorie (2,2 km à 6,9%) | Gornje Cerovo (km 66,6) 4e catégorie (2,2 km à 6,9%) | Gornje Cerovo (km 66,6) 4e catégorie (2,2 km à 6,9%) | Gornje Cerovo (km 66,6) 4e catégorie (2,2 km à 6,9%) |
| ---------------------------------------------------- | ---------------------------------------------------- | ---------------------------------------------------- | ---------------------------------------------------- | ---------------------------------------------------- |
|                                                      | Coureur                                              | Pays                                                 | Équipe                                               | Point(s)                                             |
| 1er                                                  | Dries De Bondt                                       | Belgique                                             | Alpecin-Fenix                                        | 3                                                    |
| 2e                                                   | Harm Vanhoucke                                       | Belgique                                             | Lotto-Soudal                                         | 2                                                    |
| 3e                                                   | Bauke Mollema                                        | Pays-Bas                                             | Trek-Segafredo                                       | 1                                                    |
| modifier                                             |                                                      |                                                      |                                                      |                                                      |

| Gornje Cerovo (km 98,1) 4e catégorie (2,2 km à 6,9%) | Gornje Cerovo (km 98,1) 4e catégorie (2,2 km à 6,9%) | Gornje Cerovo (km 98,1) 4e catégorie (2,2 km à 6,9%) | Gornje Cerovo (km 98,1) 4e catégorie (2,2 km à 6,9%) | Gornje Cerovo (km 98,1) 4e catégorie (2,2 km à 6,9%) |
| ---------------------------------------------------- | ---------------------------------------------------- | ---------------------------------------------------- | ---------------------------------------------------- | ---------------------------------------------------- |
|                                                      | Coureur                                              | Pays                                                 | Équipe                                               | Point(s)                                             |
| 1er                                                  | Dries De Bondt                                       | Belgique                                             | Alpecin-Fenix                                        | 3                                                    |
| 2e                                                   | Bauke Mollema                                        | Pays-Bas                                             | Trek-Segafredo                                       | 2                                                    |
| 3e                                                   | Oscar Riesebeek                                      | Pays-Bas                                             | Alpecin-Fenix                                        | 1                                                    |
| modifier                                             |                                                      |                                                      |                                                      |                                                      |

| \| Gornje Cerovo (km 129,6) 4e catégorie (2,2 km à 6,9%) \| Gornje Cerovo (km 129,6) 4e catégorie (2,2 km à 6,9%) \| Gornje Cerovo (km 129,6) 4e catégorie (2,2 km à 6,9%) \| Gornje Cerovo (km 129,6) 4e catégorie (2,2 km à 6,9%) \| Gornje Cerovo (km 129,6) 4e catégorie (2,2 km à 6,9%) \| \| ----------------------------------------------------- \| ----------------------------------------------------- \| ----------------------------------------------------- \| ----------------------------------------------------- \| ----------------------------------------------------- \| \| \| Coureur \| Pays \| Équipe \| Point(s) \| \| 1er \| Victor Campenaerts \| Belgique \| Qhubeka Assos \| 3 \| \| 2e \| Oscar Riesebeek \| Pays-Bas \| Alpecin-Fenix \| 2 \| \| 3e \| Albert Torres \| Espagne \| Movistar \| 1 \| \| modifier \| \| \| \| \| |                    |          |               |          |
| Gornje Cerovo (km 129,6) 4e catégorie (2,2 km à 6,9%) |                    |          |               |          |
| | Coureur            | Pays     | Équipe        | Point(s) |
| 1er | Victor Campenaerts | Belgique | Qhubeka Assos | 3        |
| 2e | Oscar Riesebeek    | Pays-Bas | Alpecin-Fenix | 2        |
| 3e | Albert Torres      | Espagne  | Movistar      | 1        |
| modifier |                    |          |               |          |

### Points attribués pour le classement des sprints intermédiaires
| Sprint intermédiaire Mariano del Friuli (km 52,7) | Sprint intermédiaire Mariano del Friuli (km 52,7) | Sprint intermédiaire Mariano del Friuli (km 52,7) | Sprint intermédiaire Mariano del Friuli (km 52,7) | Sprint intermédiaire Mariano del Friuli (km 52,7) |
| ------------------------------------------------- | ------------------------------------------------- | ------------------------------------------------- | ------------------------------------------------- | ------------------------------------------------- |
|                                                   | Coureur                                           | Pays                                              | Équipe                                            | Point(s)                                          |
| 1er                                               | Dries De Bondt                                    | Belgique                                          | Alpecin-Fenix                                     | 10                                                |
| 2e                                                | Simone Consonni                                   | Italie                                            | Cofidis                                           | 6                                                 |
| 3e                                                | Harm Vanhoucke                                    | Belgique                                          | Lotto-Soudal                                      | 3                                                 |
| 4e                                                | Dario Cataldo                                     | Italie                                            | Movistar                                          | 2                                                 |
| 5e                                                | Quinten Hermans                                   | Belgique                                          | Intermarché-Wanty-Gobert Matériaux                | 1                                                 |
| modifier                                          |                                                   |                                                   |                                                   |                                                   |

| Sprint intermédiaire Nova Gorica (km 141,4) | Sprint intermédiaire Nova Gorica (km 141,4) | Sprint intermédiaire Nova Gorica (km 141,4) | Sprint intermédiaire Nova Gorica (km 141,4) | Sprint intermédiaire Nova Gorica (km 141,4) |
| ------------------------------------------- | ------------------------------------------- | ------------------------------------------- | ------------------------------------------- | ------------------------------------------- |
|                                             | Coureur                                     | Pays                                        | Équipe                                      | Point(s)                                    |
| 1er                                         | Oscar Riesebeek                             | Pays-Bas                                    | Alpecin-Fenix                               | 10                                          |
| 2e                                          | Victor Campenaerts                          | Belgique                                    | Qhubeka Assos                               | 6                                           |
| 3e                                          | Albert Torres                               | Espagne                                     | Movistar                                    | 3                                           |
| 4e                                          | Nikias Arndt                                | Allemagne                                   | Team DSM                                    | 2                                           |
| 5e                                          | Simone Consonni                             | Italie                                      | Cofidis                                     | 1                                           |
| modifier                                    |                                             |                                             |                                             |                                             |

### Bonifications
|   | Coureur            | Pays     | Équipe        | Secondes |
| - | ------------------ | -------- | ------------- | -------- |
| 1 | Oscar Riesebeek    | Pays-Bas | Alpecin-Fenix | 3 s      |
| 2 | Victor Campenaerts | Belgique | Qhubeka Assos | 2 s      |
| 3 | Albert Torres      | Espagne  | Movistar      | 1 s      |

|   | Coureur            | Pays      | Équipe        | Secondes |
| - | ------------------ | --------- | ------------- | -------- |
| 1 | Victor Campenaerts | Belgique  | Qhubeka Assos | 10 s     |
| 2 | Oscar Riesebeek    | Pays-Bas  | Alpecin-Fenix | 6 s      |
| 3 | Nikias Arndt       | Allemagne | Team DSM      | 4 s      |

## Classements à l'issue de l'étape

### Classement général
| \| Classement général \| Classement général \| Classement général \| Classement général \| Classement général \| \| Coureur \| Coureur \| Pays \| Équipe \| Temps \| \| ------------------ \| ------------------ \| ------------------ \| --------------------- \| ------------------ \| \| 1er \| Egan Bernal \| Colombie \| Ineos Grenadiers \| 62 h 13 min 33 s \| \| 2e \| Simon Yates \| Royaume-Uni \| BikeExchange \| + 1 min 33 s \| \| 3e \| Damiano Caruso \| Italie \| Bahrain Victorious \| + 1 min 51 s \| \| 4e \| Aleksandr Vlasov \| Russie \| Astana-Premier Tech \| + 1 min 57 s \| \| 5e \| Hugh Carthy \| Royaume-Uni \| EF Education-Nippo \| + 2 min 11 s \| \| 6e \| Giulio Ciccone \| Italie \| Trek-Segafredo \| + 3 min 03 s \| \| 7e \| Remco Evenepoel \| Belgique \| Deceuninck-Quick Step \| + 3 min 52 s \| \| 8e \| Daniel Martínez \| Colombie \| Ineos Grenadiers \| + 3 min 54 s \| \| 9e \| Romain Bardet \| France \| Team DSM \| + 4 min 31 s \| \| 10e \| Tobias Foss \| Norvège \| Jumbo-Visma \| + 5 min 37 s \| |                  |             |                       |                  |
| |                  |             |                       |                  |
| Source : ProCyclingStats |                  |             |                       |                  |
| Classement général |                  |             |                       |                  |
| Coureur | Coureur          | Pays        | Équipe                | Temps            |
| 1er | Egan Bernal      | Colombie    | Ineos Grenadiers      | 62 h 13 min 33 s |
| 2e | Simon Yates      | Royaume-Uni | BikeExchange          | + 1 min 33 s     |
| 3e | Damiano Caruso   | Italie      | Bahrain Victorious    | + 1 min 51 s     |
| 4e | Aleksandr Vlasov | Russie      | Astana-Premier Tech   | + 1 min 57 s     |
| 5e | Hugh Carthy      | Royaume-Uni | EF Education-Nippo    | + 2 min 11 s     |
| 6e | Giulio Ciccone   | Italie      | Trek-Segafredo        | + 3 min 03 s     |
| 7e | Remco Evenepoel  | Belgique    | Deceuninck-Quick Step | + 3 min 52 s     |
| 8e | Daniel Martínez  | Colombie    | Ineos Grenadiers      | + 3 min 54 s     |
| 9e | Romain Bardet    | France      | Team DSM              | + 4 min 31 s     |
| 10e | Tobias Foss      | Norvège     | Jumbo-Visma           | + 5 min 37 s     |

| Classement par points | Classement par points | Classement par points | Classement par points              | Classement par points |
| Coureur               | Coureur               | Pays                  | Équipe                             | Points                |
| --------------------- | --------------------- | --------------------- | ---------------------------------- | --------------------- |
| 1er                   | Peter Sagan           | Slovaquie             | Bora-Hansgrohe                     | 135 pts               |
| 2e                    | Davide Cimolai        | Italie                | Israel Start-Up Nation             | 113 pts               |
| 3e                    | Fernando Gaviria      | Colombie              | UAE Team Emirates                  | 110 pts               |
| 4e                    | Elia Viviani          | Italie                | Cofidis                            | 86 pts                |
| 5e                    | Dries De Bondt        | Belgique              | Alpecin-Fenix                      | 51 pts                |
| 6e                    | Edoardo Affini        | Italie                | Jumbo-Visma                        | 50 pts                |
| 7e                    | Umberto Marengo       | Italie                | Bardiani CSF Faizanè               | 45 pts                |
| 8e                    | Matteo Moschetti      | Italie                | Trek-Segafredo                     | 44 pts                |
| 9e                    | Francesco Gavazzi     | Italie                | Eolo-Kometa                        | 42 pts                |
| 10e                   | Andrea Pasqualon      | Italie                | Intermarché-Wanty-Gobert Matériaux | 41 pts                |

| Classement par points | Classement par points | Classement par points | Classement par points              | Classement par points |
| Coureur               | Coureur               | Pays                  | Équipe                             | Points                |
| --------------------- | --------------------- | --------------------- | ---------------------------------- | --------------------- |
| 1er                   | Peter Sagan           | Slovaquie             | Bora-Hansgrohe                     | 135 pts               |
| 2e                    | Davide Cimolai        | Italie                | Israel Start-Up Nation             | 113 pts               |
| 3e                    | Fernando Gaviria      | Colombie              | UAE Team Emirates                  | 110 pts               |
| 4e                    | Elia Viviani          | Italie                | Cofidis                            | 86 pts                |
| 5e                    | Dries De Bondt        | Belgique              | Alpecin-Fenix                      | 51 pts                |
| 6e                    | Edoardo Affini        | Italie                | Jumbo-Visma                        | 50 pts                |
| 7e                    | Umberto Marengo       | Italie                | Bardiani CSF Faizanè               | 45 pts                |
| 8e                    | Matteo Moschetti      | Italie                | Trek-Segafredo                     | 44 pts                |
| 9e                    | Francesco Gavazzi     | Italie                | Eolo-Kometa                        | 42 pts                |
| 10e                   | Andrea Pasqualon      | Italie                | Intermarché-Wanty-Gobert Matériaux | 41 pts                |

| Classement de la montagne | Classement de la montagne | Classement de la montagne | Classement de la montagne | Classement de la montagne |
| Coureur                   | Coureur                   | Pays                      | Équipe                    | Points                    |
| ------------------------- | ------------------------- | ------------------------- | ------------------------- | ------------------------- |
| 1er                       | Geoffrey Bouchard         | France                    | AG2R Citroën Team         | 96 pts                    |
| 2e                        | Egan Bernal               | Colombie                  | Ineos Grenadiers          | 57 pts                    |
| 3e                        | Bauke Mollema             | Pays-Bas                  | Trek-Segafredo            | 53 pts                    |
| 4e                        | Lorenzo Fortunato         | Italie                    | Eolo-Kometa               | 40 pts                    |
| 5e                        | Dries De Bondt            | Belgique                  | Alpecin-Fenix             | 30 pts                    |
| 6e                        | Kobe Goossens             | Belgique                  | Lotto-Soudal              | 26 pts                    |
| 7e                        | Giulio Ciccone            | Italie                    | Trek-Segafredo            | 20 pts                    |
| 8e                        | Francesco Gavazzi         | Italie                    | Eolo-Kometa               | 17 pts                    |
| 9e                        | Alessandro Covi           | Italie                    | UAE Team Emirates         | 17 pts                    |
| 10e                       | Vincenzo Albanese         | Italie                    | Eolo-Kometa               | 16 pts                    |

| Classement de la montagne | Classement de la montagne | Classement de la montagne | Classement de la montagne | Classement de la montagne |
| Coureur                   | Coureur                   | Pays                      | Équipe                    | Points                    |
| ------------------------- | ------------------------- | ------------------------- | ------------------------- | ------------------------- |
| 1er                       | Geoffrey Bouchard         | France                    | AG2R Citroën Team         | 96 pts                    |
| 2e                        | Egan Bernal               | Colombie                  | Ineos Grenadiers          | 57 pts                    |
| 3e                        | Bauke Mollema             | Pays-Bas                  | Trek-Segafredo            | 53 pts                    |
| 4e                        | Lorenzo Fortunato         | Italie                    | Eolo-Kometa               | 40 pts                    |
| 5e                        | Dries De Bondt            | Belgique                  | Alpecin-Fenix             | 30 pts                    |
| 6e                        | Kobe Goossens             | Belgique                  | Lotto-Soudal              | 26 pts                    |
| 7e                        | Giulio Ciccone            | Italie                    | Trek-Segafredo            | 20 pts                    |
| 8e                        | Francesco Gavazzi         | Italie                    | Eolo-Kometa               | 17 pts                    |
| 9e                        | Alessandro Covi           | Italie                    | UAE Team Emirates         | 17 pts                    |
| 10e                       | Vincenzo Albanese         | Italie                    | Eolo-Kometa               | 16 pts                    |

| Classement du meilleur jeune | Classement du meilleur jeune | Classement du meilleur jeune | Classement du meilleur jeune | Classement du meilleur jeune |
| Coureur                      | Coureur                      | Pays                         | Équipe                       | Temps                        |
| ---------------------------- | ---------------------------- | ---------------------------- | ---------------------------- | ---------------------------- |
| 1er                          | Egan Bernal                  | Colombie                     | Ineos Grenadiers             | 62 h 13 min 33 s             |
| 2e                           | Aleksandr Vlasov             | Russie                       | Astana-Premier Tech          | + 1 min 57 s                 |
| 3e                           | Remco Evenepoel              | Belgique                     | Deceuninck-Quick Step        | + 3 min 52 s                 |
| 4e                           | Daniel Martínez              | Colombie                     | Ineos Grenadiers             | + 3 min 54 s                 |
| 5e                           | Tobias Foss                  | Norvège                      | Jumbo-Visma                  | + 5 min 37 s                 |
| 6e                           | Attila Valter                | Hongrie                      | Groupama-FDJ                 | + 7 min 49 s                 |
| 7e                           | João Almeida                 | Portugal                     | Deceuninck-Quick Step        | + 8 min 32 s                 |
| 8e                           | Lorenzo Fortunato            | Italie                       | Eolo-Kometa                  | + 28 min 33 s                |
| 9e                           | Alessandro Covi              | Italie                       | UAE Team Emirates            | + 44 min 14 s                |
| 10e                          | Einer Rubio                  | Colombie                     | Movistar Team                | + 46 min 52 s                |

| Classement du meilleur jeune | Classement du meilleur jeune | Classement du meilleur jeune | Classement du meilleur jeune | Classement du meilleur jeune |
| Coureur                      | Coureur                      | Pays                         | Équipe                       | Temps                        |
| ---------------------------- | ---------------------------- | ---------------------------- | ---------------------------- | ---------------------------- |
| 1er                          | Egan Bernal                  | Colombie                     | Ineos Grenadiers             | 62 h 13 min 33 s             |
| 2e                           | Aleksandr Vlasov             | Russie                       | Astana-Premier Tech          | + 1 min 57 s                 |
| 3e                           | Remco Evenepoel              | Belgique                     | Deceuninck-Quick Step        | + 3 min 52 s                 |
| 4e                           | Daniel Martínez              | Colombie                     | Ineos Grenadiers             | + 3 min 54 s                 |
| 5e                           | Tobias Foss                  | Norvège                      | Jumbo-Visma                  | + 5 min 37 s                 |
| 6e                           | Attila Valter                | Hongrie                      | Groupama-FDJ                 | + 7 min 49 s                 |
| 7e                           | João Almeida                 | Portugal                     | Deceuninck-Quick Step        | + 8 min 32 s                 |
| 8e                           | Lorenzo Fortunato            | Italie                       | Eolo-Kometa                  | + 28 min 33 s                |
| 9e                           | Alessandro Covi              | Italie                       | UAE Team Emirates            | + 44 min 14 s                |
| 10e                          | Einer Rubio                  | Colombie                     | Movistar Team                | + 46 min 52 s                |

| Classement par équipes | Classement par équipes | Classement par équipes | Classement par équipes |
| Équipe                 | Équipe                 | Pays                   | Temps                  |
| ---------------------- | ---------------------- | ---------------------- | ---------------------- |
| 1re                    | Trek-Segafredo         | États-Unis             | 86 h 43 min 31 s       |
| 2e                     | Ineos Grenadiers       | Royaume-Uni            | + 10 min 12 s          |
| 3e                     | Movistar Team          | Espagne                | + 14 min 53 s          |
| 4e                     | Team BikeExchange      | Australie              | + 18 min 16 s          |
| 5e                     | Team DSM               | Allemagne              | + 19 min 33 s          |
| 6e                     | EF Education-Nippo     | États-Unis             | + 27 min 47 s          |
| 7e                     | Jumbo-Visma            | Pays-Bas               | + 29 min 44 s          |
| 8e                     | Deceuninck-Quick Step  | Belgique               | + 37 min 08 s          |
| 9e                     | Bahrain Victorious     | Bahreïn                | + 42 min 27 s          |
| 10e                    | Groupama-FDJ           | France                 | + 51 min 03 s          |

| Classement par équipes | Classement par équipes | Classement par équipes | Classement par équipes |
| Équipe                 | Équipe                 | Pays                   | Temps                  |
| ---------------------- | ---------------------- | ---------------------- | ---------------------- |
| 1re                    | Trek-Segafredo         | États-Unis             | 86 h 43 min 31 s       |
| 2e                     | Ineos Grenadiers       | Royaume-Uni            | + 10 min 12 s          |
| 3e                     | Movistar Team          | Espagne                | + 14 min 53 s          |
| 4e                     | Team BikeExchange      | Australie              | + 18 min 16 s          |
| 5e                     | Team DSM               | Allemagne              | + 19 min 33 s          |
| 6e                     | EF Education-Nippo     | États-Unis             | + 27 min 47 s          |
| 7e                     | Jumbo-Visma            | Pays-Bas               | + 29 min 44 s          |
| 8e                     | Deceuninck-Quick Step  | Belgique               | + 37 min 08 s          |
| 9e                     | Bahrain Victorious     | Bahreïn                | + 42 min 27 s          |
| 10e                    | Groupama-FDJ           | France                 | + 51 min 03 s          |

## Abandons
- Natnael Berhane (Cofidis) : abandon
- Emanuel Buchmann (Bora-Hansgrohe) : abandon
- Ruben Guerreiro (EF Education-Nippo) : abandon
- Giacomo Nizzolo (Qhubeka Assos) : non-partant
- Jos van Emden (Jumbo-Visma) : abandon